# محمد شاوین
محمد شاوین (انگلیسی: Mohammed Shaween؛ زادهٔ ۱۵ فوریهٔ ۱۹۸۶) دونده دو نیمه‌استقامت اهل عربستان سعودی است.